# Eracleamare
Eracleamare is een plaats (frazione) in de Italiaanse gemeente Eraclea.